# Макаровка (Житомирская область)
Мака́ровка (укр. Макарівка) — село на Украине, основано в 1700 году, находится в Попельнянском районе Житомирской области.
Код КОАТУУ — 1824783901. Население по переписи 2024 года составляет 742 человек. Почтовый индекс — 13544. Телефонный код — 4137. Занимает площадь 32,38 км².

## Адрес местного совета
13544, Житомирская область, Попельнянский р-н, с.Макаровка, ул.Победы

## История
В XIX веке село Макаровка было в составе Бровковской волости Сквирского уезда Киевской губернии. В селе была Рождество-Богородицкая церковь.